# 準菜食主義
準菜食主義（じゅんさいしょくしゅぎ。英語:semi vegetarianism）とは、主に植物性の食物で生活しようとする考え方である。
準菜食主義者、セミ・ベジタリアン（英:semi vegetarian）、半菜食主義者。デミ・ベジタリアン（英:demi vegetarian）とも。国際ベジタリアン連合は菜食主義だと認めておらず、セミ・ベジタリアンは肉の摂取量が一般の人より少なく、フレキシタリアン（英:flexitarian）は常に菜食というわけではない。昔の日本は肉が高価であったため、経済的にセミ・ベジタリアンになっていた。
フレキシタリアンは“flexible” と“vegetarian”を組み合わせた造語である。日本では「ゆるベジタリアン」とも呼ばれることがある。Ipsos MORI というイギリスの市場調査会社が2018年に実施したWebアンケート調査「An exploration into diets around the world」によると、ヴィーガンに関する世界の動向において、フレキシタリアンである人の割合は全体の14%であった。

## 背景
一言に菜食主義といっても多様であり、例えば魚介類は食べるぺスカタリアンというものもあり、セミ・ベジタリアンとされ、国際ベジタリアン連合は菜食主義者だと認めていない。また、フレキシタリアンという言葉は、菜食主義の様式の1つであるフレキシタリアニズムに則った食生活を行う人物を指し、『オックスフォード辞典』に2014年に追加された比較的新しい言葉であり、菜食主義中心の生活の中に、時には肉を取り入れた食事を行う人のことである。オランダの環境団体Natuur & Milieuによると、フレキシタリアンは少なくとも週に 1 日は肉、魚、昼食用の肉を食べない。オランダの調査機関I&O Researchは、週に 1 日以上肉を食べない人をフレキシタリアンと呼んでいる。
自身の健康や動物福祉への配慮から菜食主義の考え方に共感するものの、完全菜食ほどの徹底性を持つことから始めるのではなく、柔軟に気楽に始めたいという層に好まれている。フレキシタリアンを採用する理由には、宗教上の制限、体重管理、健康意識、動物福祉または動物の権利に関する問題、環境配慮、または資源使用の削減が含まれる。

## ミート・フリー・マンデー
2018年10月時点においてInstagramでのミート・フリー・マンデー（meat free Monday、肉を食べない月曜日）の投稿は16万件を超えており、Instagramを好むミレニアル世代に広く受け入れられていることもフレキシタリアンの特徴の1つである。